# 이십삼 상대회도 및 김종한 교지
이십삼 상대회도 및 김종한 교지(二十三 霜臺會圖 및 金從漢 敎旨)는 대한민국 경기도 용인시, 경기도박물관에 있는 조선시대의 풍속화이다. 2004년 5월 7일 대한민국의 보물 제1406호로 지정되었다.

## 개요
현재 전해지는 계회도(契會圖) 가운데 가장 오래된 것으로 상단(上段)의 제목, 중단(中段)의 계회 장면, 하단(下段)의 좌목(座目)으로 짜여진 전형적인 조선 후기 계회축(契會軸)의 형식을 보여준다. 하단의 좌목에는 사헌부(司憲府：霜臺) 감찰 (監察) 23명의 품계(品階)와 성명(姓名)·자(字)·본관(本貫)과 그들의 부(父)의 신분(身分)·직역(職役)과 이름이 기재되어 있어 계원(契員)들의 인적사항들을 살피는데 크게 도움이 된다.
또한 교지(敎旨) 5장은 위의 계회축에 기재(記載)되어 있는 사헌부감찰 김종한(金從漢)의 것으로서 1488년(成宗 19)에서 1496년(燕山君 2)까지 발급된 것이다.
김종한은 교지에서 확인되듯이 여주판관(驪州判官), 안동교수(安東敎授), 성균관전적(成均館典籍), 황주진관병마절제도위(黃州鎭管兵馬節制都尉), 신계현령(新溪縣令) 등을 지냈다.

## 같이 보기
- 김종한

## 참고 자료
- 이십삼 상대회도 및 김종한 교지 - 국가유산청 국가유산포털